# Cemitério Smolensk

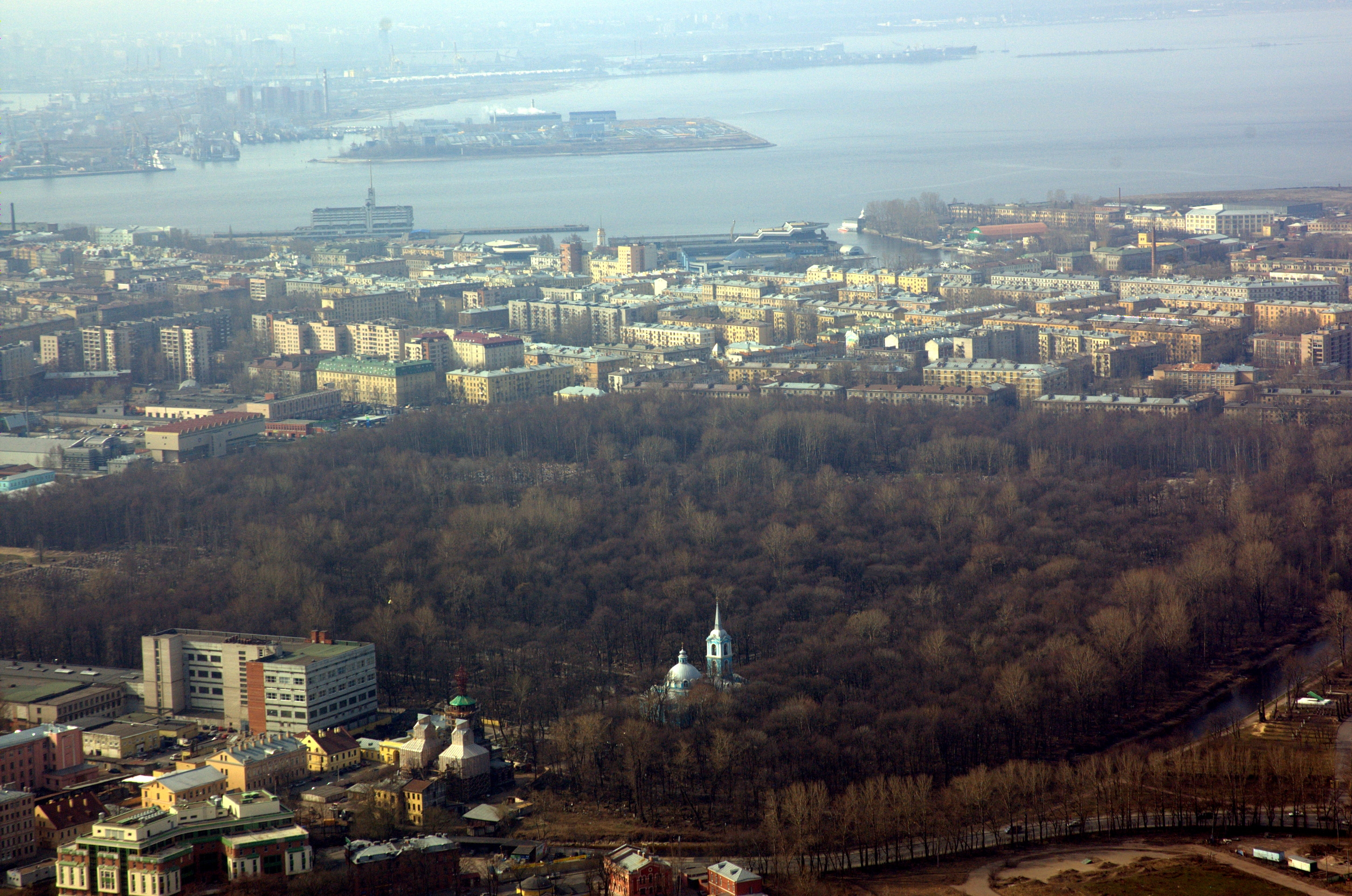
Vista aérea do cemitério, com a baía do rio Neva ao fundo

O Cemitério de Smolensky (em russo:  Смоленское кладбище) é o mais antigo cemitério operando continuamente em São Petersburgo, Rússia. Ocupa uma porção retangular na parte ocidental da Ilha de Vassiliev, na margem do pequeno rio Smolenka, e é dividido em seções ortodoxa, luterana e armênia.

## Cemitério ortodoxo
O cemitério ortodoxo é conhecido por ter existido em 1738, mas não foi oficialmente reconhecido até 1758. Não só estava longe do centro da cidade, como também era úmido, necessitando a construção de canais de drenagem.
O cemitério tem duas igrejas. A igreja mais antiga é dedicada aos Teótocos de Smolensk. O edifício neoclássico pintado de azure foi erguido entre 1786 e 1790. A igreja foi fechada para adoração pelos bolcheviques entre 1940 e 1946, depois entre 1960 e 1987. A igreja mais nova (1904), atualmente em mau estado de conservação, é dedicada à Ressurreição de Jesus. É o único exemplo do Barroco Naryshkin em São Petersburgo. A igreja costumava ser conhecida por sua deslumbrante tela ícone neobarroca com um conjunto de ícones de Viktor Vasnetsov. Outros edifícios nos terrenos do cemitério incluem a primeira igreja de madeira, do Arcanjo Miguel (destruída pela enchente de São Petersburgo de 1824), e um asilo projetado por Luigi Rusca.
O cemitério foi um local de enterro tradicional para os professores da Academia de Artes da Rússia e da Universidade Estatal de São Petersburgo (ambas situadas na Ilha Vasilievsky). Estima-se que até 800.000 pessoas foram enterradas no Cemitério Smolensky antes da Revolução Russa de 1917, tornando-se o maior cemitério do século 19 de São Petersburgo.

## Sepultamentos notáveis
- Vasily Trediakovsky (1769)
- Mikhail Kozlovsky (1802)

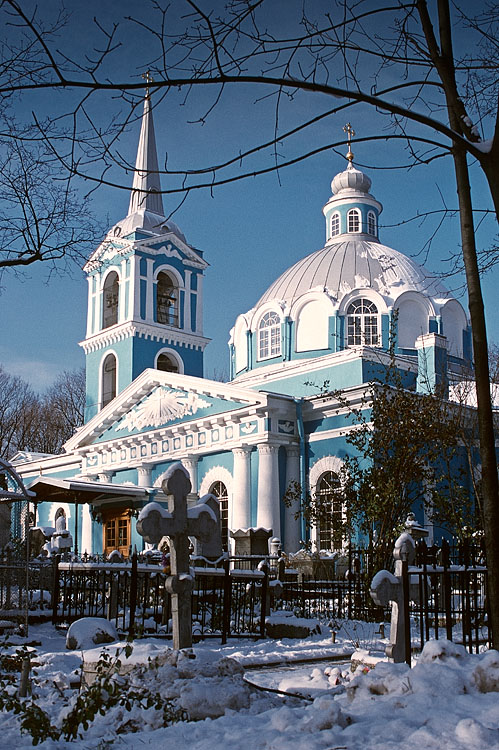
A Igreja Smolensky (1786-90) é dedicada a Teótocos de Smolensk

- Xênia de São Petersburgo (1803), a padroeira da cidade; sua sepultura é marcada por uma capela
- Andreyan Zakharov (1811)
- Elisabeth Kulmann (1825)
- Dmytro Bortniansky (1825)
- Ivan Martos (1835)
- Taras Shevchenko (1861, trasladado para o Taras Hill próximo a Kaniv)[4]
- Nikolay Ustryalov (1870)
- Vasily Karatygin (1880)
- Nikolai Zinin (1880)
- Ivan Kramskoi (1887)
- Alexander Mozhaysky (1890)
- Ivan Shishkin (1898)
- Arkhip Kuindzhi (1910)
- Nikolay Beketov (1911)
- Pyotr Semyonov-Tyan-Shansky (1914)
- Leonid Pozen (1921)
- Aleksandr Blok (1921)
- Alexander Friedmann (1925)
- Fyodor Sologub (1927)
- Fyodor Uspensky (1928)
- Nikolay Likhachyov (1936)
- Boris Piotrovsky (1990)
- Eduard Khil (2012)

Após a Revolução Russa de 1917 as autoridades locais anunciaram planos para demolir o cemitério em 1937, substituindo-o por um jardim público "por causa do saneamento". Túmulos inteiros ou seus detalhes esculturais foram transferidos para museus para preservá-los. Os restos mortais de Kozlovsky, Zakharov, Martos, Bortniansky, Karatygin, Kramskoi, Shishkin e Kuindzhi foram transferidos para o Mosteiro Alexandre Nevsky. Alexandr Blok foi o último a ser reenterrado em 1944. A eclosão da Segunda Guerra Mundial colocou esses planos em suspenso. O cemitério foi finalmente reaberto para enterros selecionados no início da década de 1980.

## Cemitério luterano
Sobre o cemitério luterano na ilha Dekabristov é conhecido ter existido em 1747. O pequeno rio Smolenka o separa do cemitério ortodoxo. Este cemitério contém os sepultamentos dos paroquianos da Igreja Evangélica Luterana de Santa Catarina e da Igreja de Santa Catarina (São Petersburgo), incluindo Leonhard Euler, Germain Henri Hess, José de Ribas, Vasily Dokuchaev, Moritz von Jacobi, Agustín de Betancourt, Jean-François Thomas de Thomon, Fyodor Nikolajewitsch Litke, Xavier de Maistre, Ludvig Nobel, Georg Friedrich Parrot, Karl Nesselrode e Vladimir Lamsdorf. No século XX diversas partes do cemitério foram destruídas; os restos de Euler e Betancourt foram trasladados para o Monastério Alexandre Nevsky.

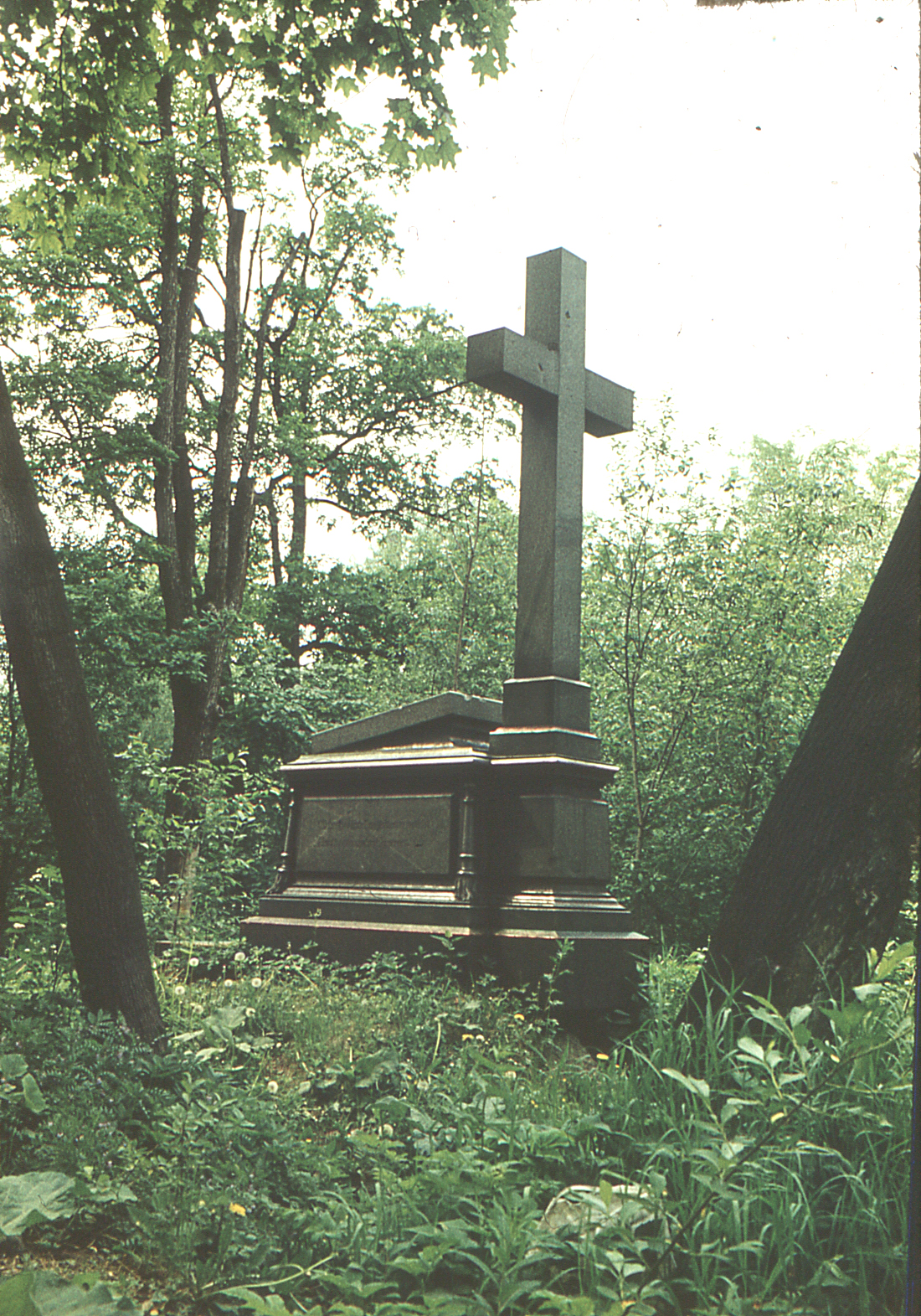
Sepultura de Karl Nesselrode
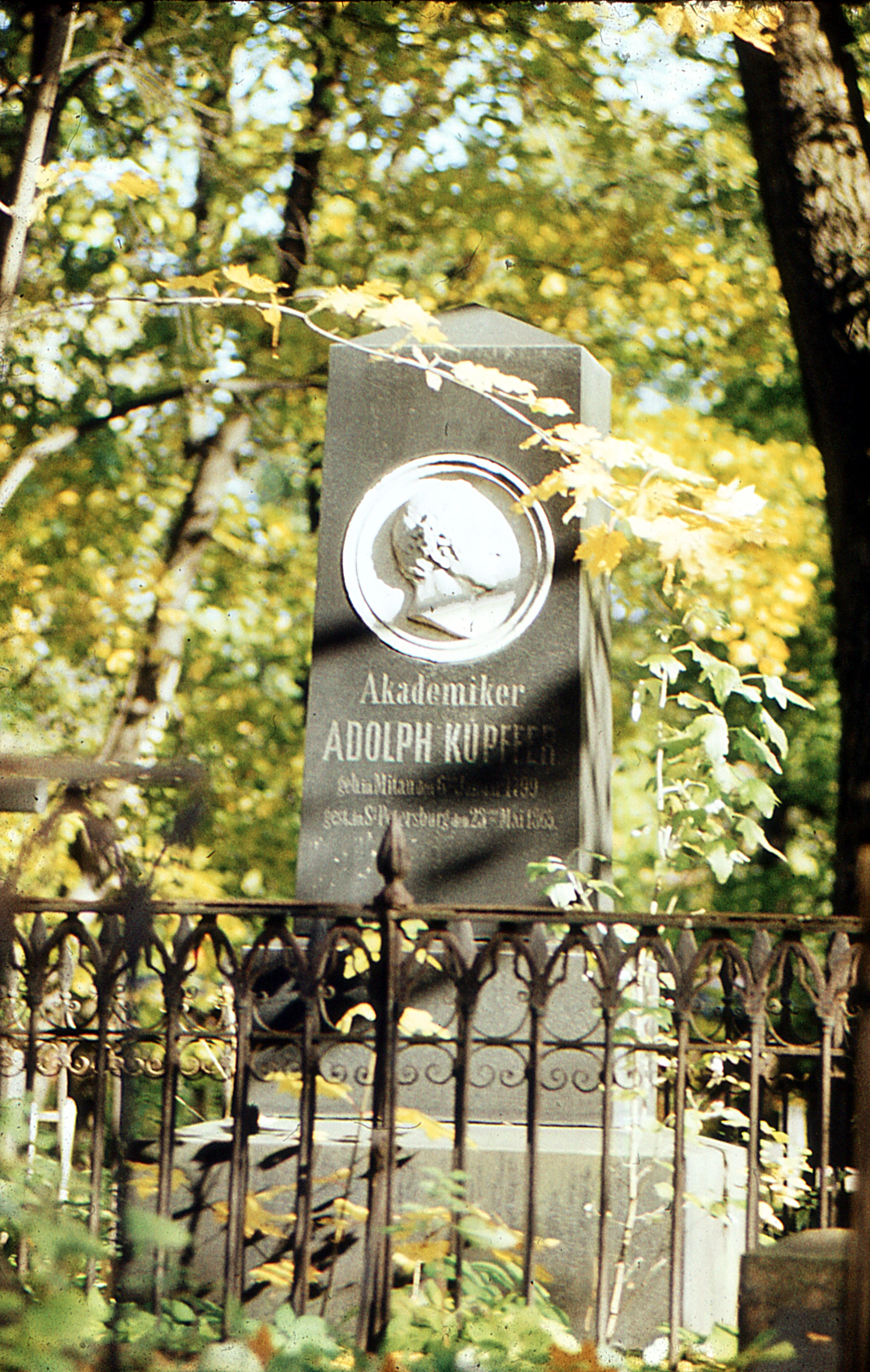
Sepultura de Adolph Theodor Kupffer
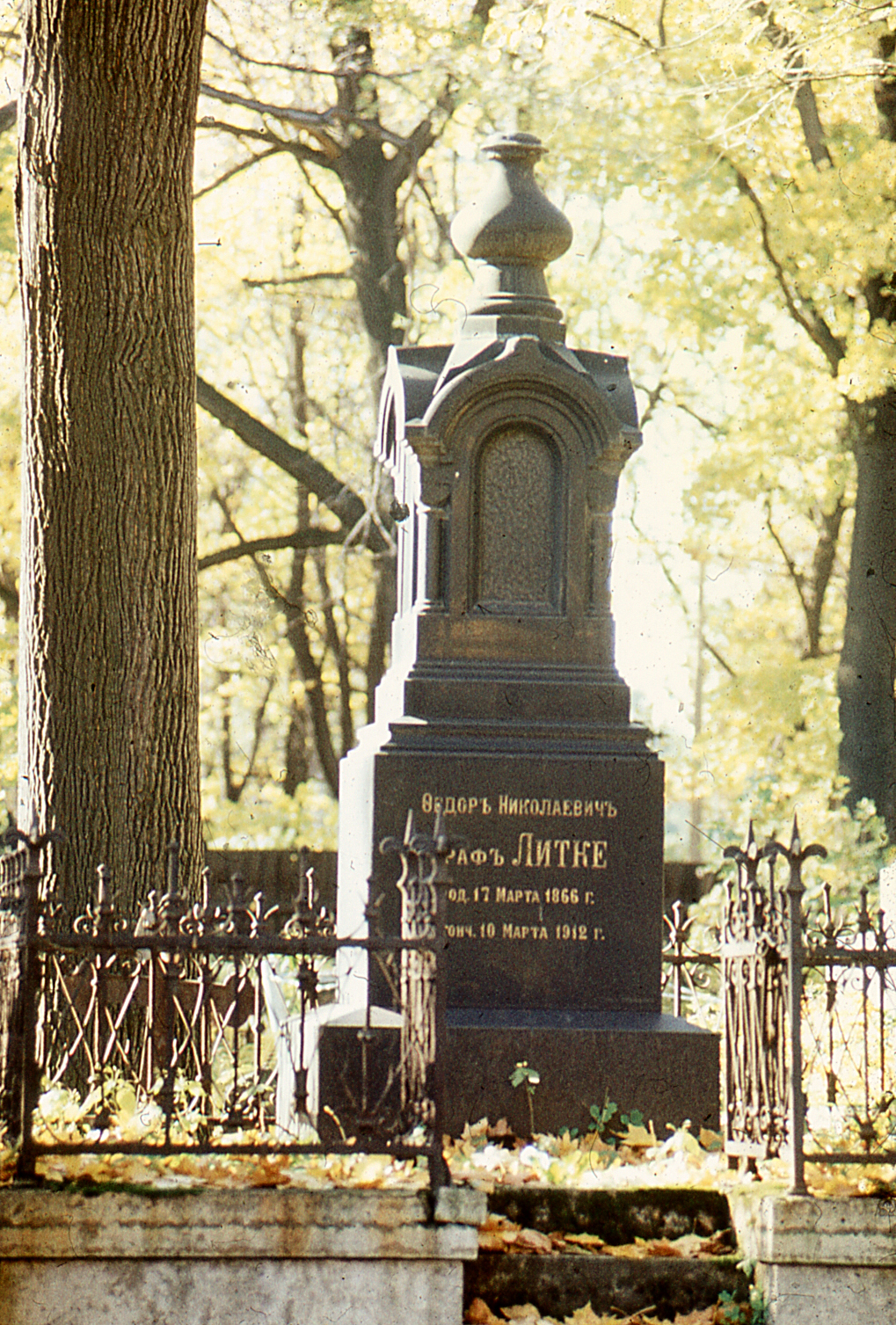
Sepultura de Fyodor Nikolajewitsch Litke
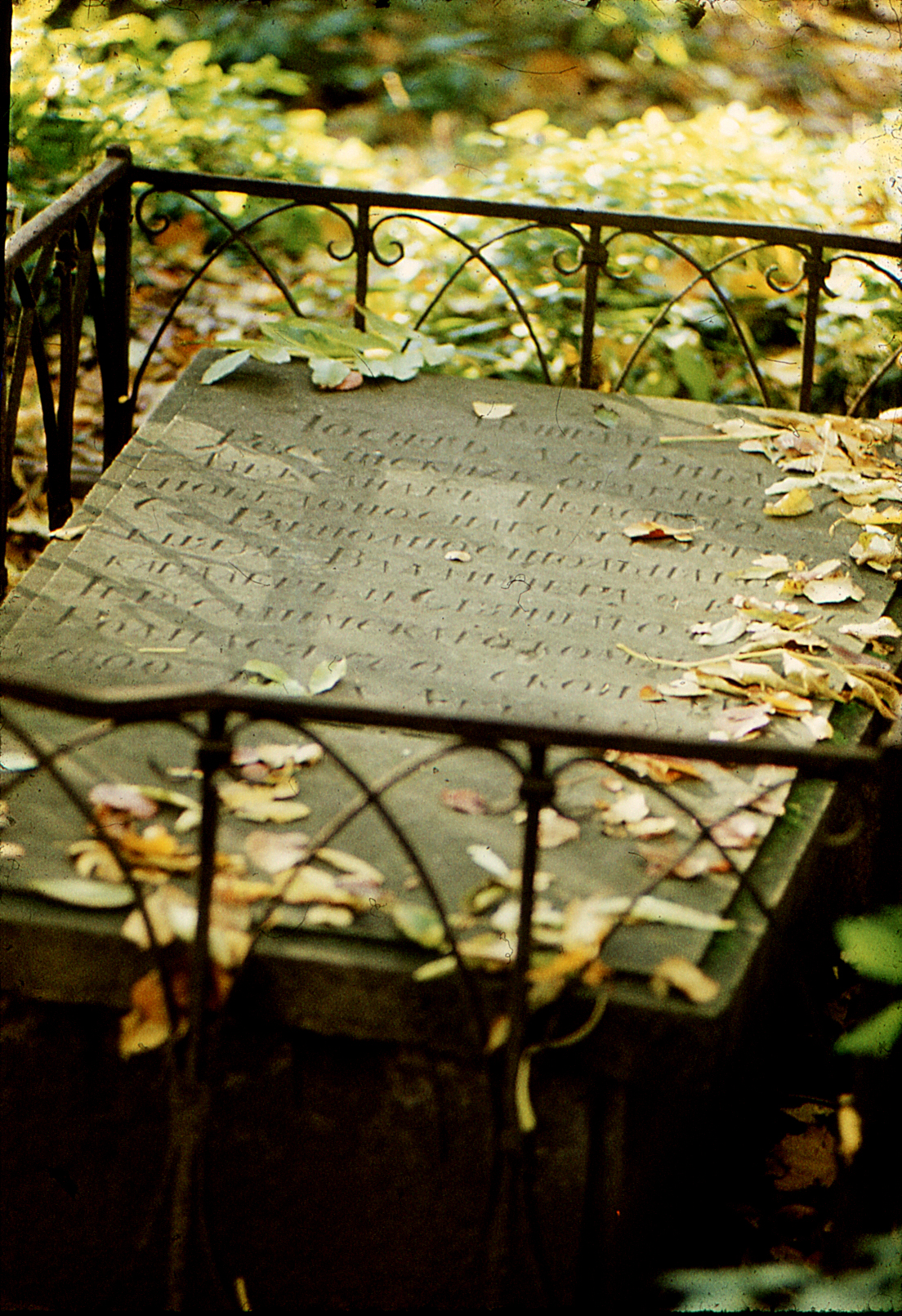
Sepultura de José de Ribas

## Cemitério armênio
A seção armênia do cemitério tem uma igreja consagrada em 1797. O arquiteto foi provavelmente Georg Friedrich Veldten.